# Habo
Habo er et byområde i Habo kommun i Jönköpings län i Sverige. I 2010 var indbyggertallet 6 883.